# دیکسی کارتر
دیکسی کارتر (انگلیسی: Dixie Carter؛ ۲۵ مهٔ ۱۹۳۹ – ۱۰ آوریل ۲۰۱۰) یک هنرپیشه، و خواننده اهل ایالات متحده آمریکا بود. وی بین سال‌های ۱۹۶۰ تا ۲۰۱۰ میلادی فعالیت می‌کرد.